# 德国6号高速公路
德国6号高速公路（Bundesautobahn 6，简称BAB 6或A 6）是德国的一条高速公路，始于Bremm，终于waidhaus。德国6号高速公路全长477千米，最初建于1935年，主要经过萨尔、莱茵兰-普法尔茨、黑塞、巴登-符腾堡州、巴伐利亚等地。该高速也是欧洲E50公路的一部分。